# Salówka
Salówka (ukr. Салівка) – dawna wieś, obecnie wchodzi w skład wsi Jagielnica w rejonie czortkowskim, w obwodzie tarnopolskim, Ukraina.

## Historia
Wieś należała do dóbr ziemskich Ułaszkowce–Jagielnica, właścicielem których był hr. Karol Lanckoroński. 
W II Rzeczypospolitej miejscowość w powiecie czortkowskim województwa tarnopolskiego.
W latach 1943–1944 nacjonaliści ukraińscy z OUN-UPA zamordowali 3 Polaków, a z Dywizji SS "Galizien zgwałcili i zamordowali Polkę, żonę podoficera WP.

## Urodzeni we wsi
- Roman Horoszkiewicz ps. „Wojnicz” (ur. 5 stycznia 1892, zm. 11 grudnia 1962 w Opolu) – kapitan piechoty Wojska Polskiego, powstaniec śląski, po II wojnie światowej działacz kulturalny na Śląsku Opolskim[3].
- Stepan Bubernak (ukr. Степан Бубернак; ur. w 1947) – ukraiński krajoznawca, historyk, działacz społeczny[4].

## Związani ze wsią
- Antonina Kaczmar – polska mieszkanka wsi, która podczas okupacji niemieckiej ukrywała w swoim domu Żyda Roberta Weismana (w 1975 roku uhonorowana przez Instytut Jad Waszem tytułem Sprawiedliwej wśród Narodów Świata)[5].
- Józef Lewicki, prawdopodobnie herbu Sas, syn Piotra i Anny Sawczyńskiej, w 1853 ożenił się we wsi z Julianną Fedorowiczówną[6].